# جيمس بوسويل
جيمس بوسويل (بالإنجليزية: James Boswell)‏ هو رسام نيوزيلندي، ولد في 9 يونيو 1906 في ويستبورت ‏ في نيوزيلندا، وتوفي في 15 أبريل 1971 في لندن في المملكة المتحدة.

## وصلات خارجية
- جيمس بوسويل على موقع ميوزك برينز (الإنجليزية)